# Agrochola punica
Agrochola punica là một loài bướm đêm trong họ Noctuidae.